# Polyblastia nevoi
Polyblastia nevoi är en lavart som beskrevs av S. Zelenko, O. Breuss & S. Y. Kondr. Polyblastia nevoi ingår i släktet Polyblastia och familjen Verrucariaceae.   Inga underarter finns listade i Catalogue of Life.